# Вьель-Сен-Реми
Вьель-Сен-Реми́ (фр. Viel-Saint-Remy) — коммуна во Франции, находится в регионе Шампань — Арденны. Департамент коммуны — Арденны. Входит в состав кантона Новьон-Порсьен. Округ коммуны — Ретель.
Код INSEE коммуны — 08472.
Коммуна расположена приблизительно в 180 км к северо-востоку от Парижа, в 80 км севернее Шалон-ан-Шампани, в 22 км к юго-западу от Шарлевиль-Мезьера.

## Население
Население коммуны на 2008 год составляло 245 человек.
| 1962 | 1968 | 1975 | 1982 | 1990 | 1999 | 2008 |
| ---- | ---- | ---- | ---- | ---- | ---- | ---- |
| 330  | 351  | 307  | 292  | 241  | 243  | 245  |

## Экономика
В 2007 году среди 152 человек в трудоспособном возрасте (15—64 лет) 118 были экономически активными, 34 — неактивными (показатель активности — 77,6 %, в 1999 году было 61,3 %). Из 118 активных работали 110 человек (60 мужчин и 50 женщин), безработных было 8 (1 мужчина и 7 женщин). Среди 34 неактивных 11 человек были учениками или студентами, 13 — пенсионерами, 10 были неактивными по другим причинам.

## Достопримечательности
- Церковь Сен-Реми (XII век). Исторический памятник с 1943 года.[3]

## Фотогалерея

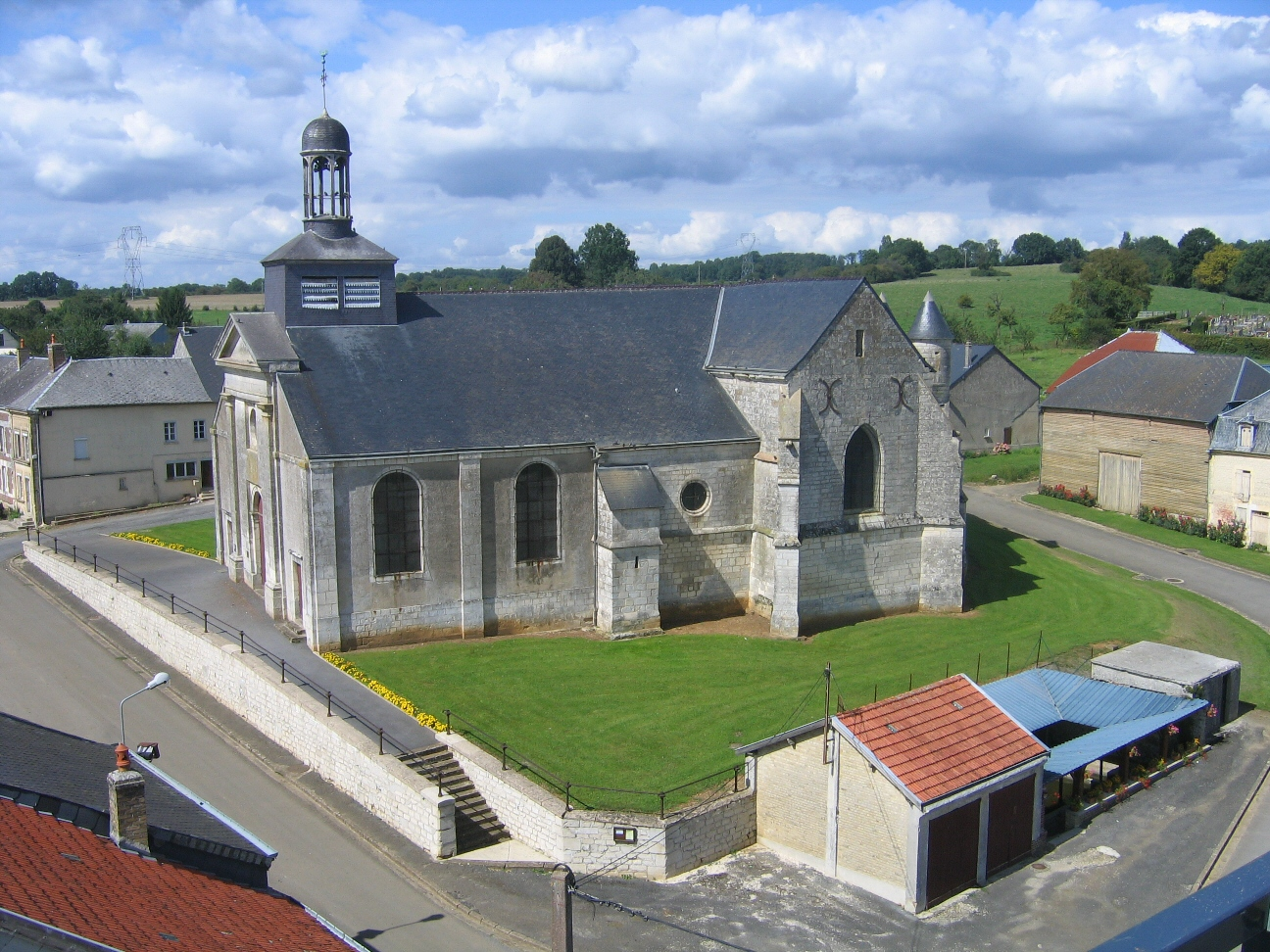
Церковь Сен-Реми
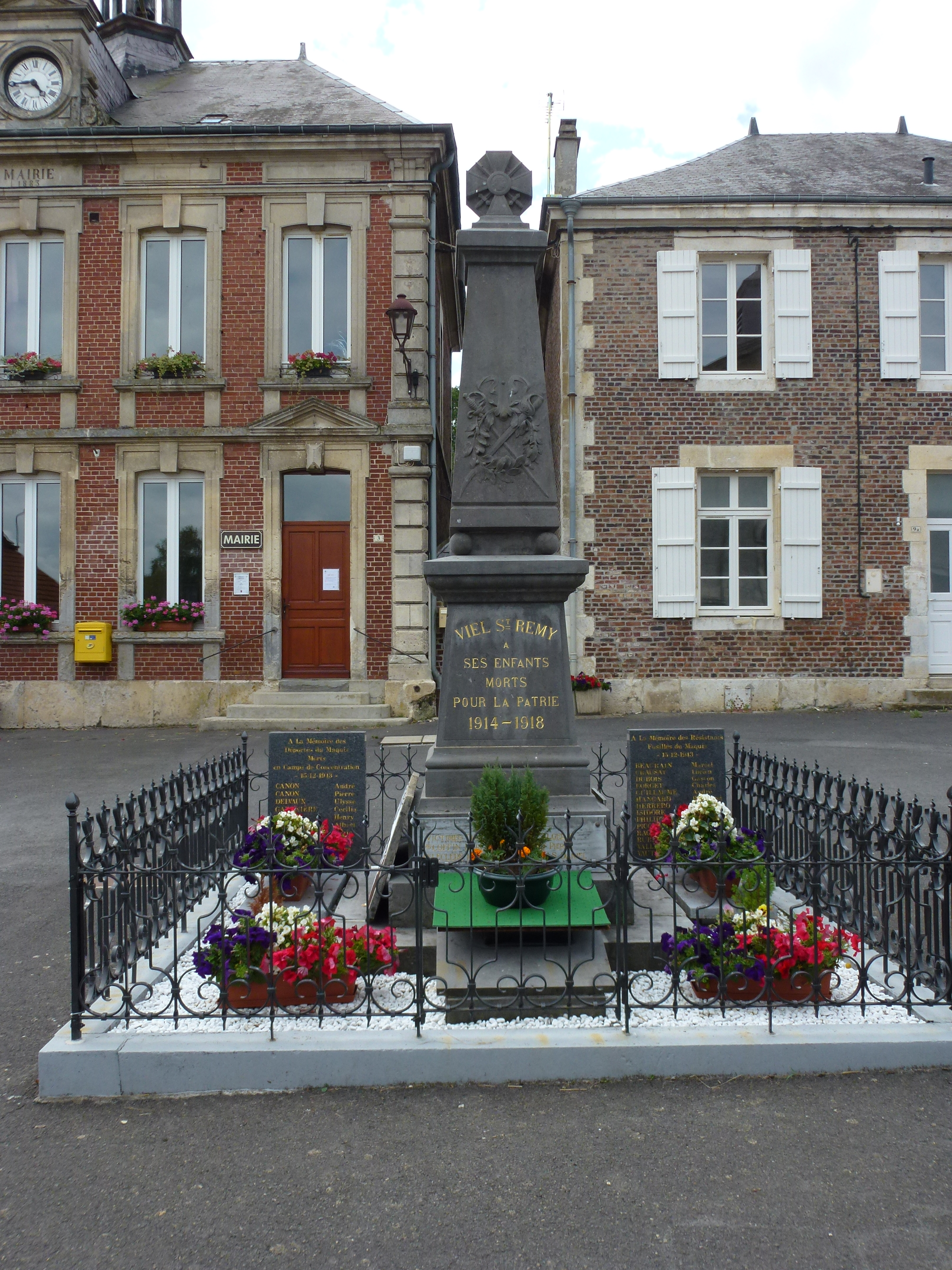
Памятник погибшим в Первой мировой войне
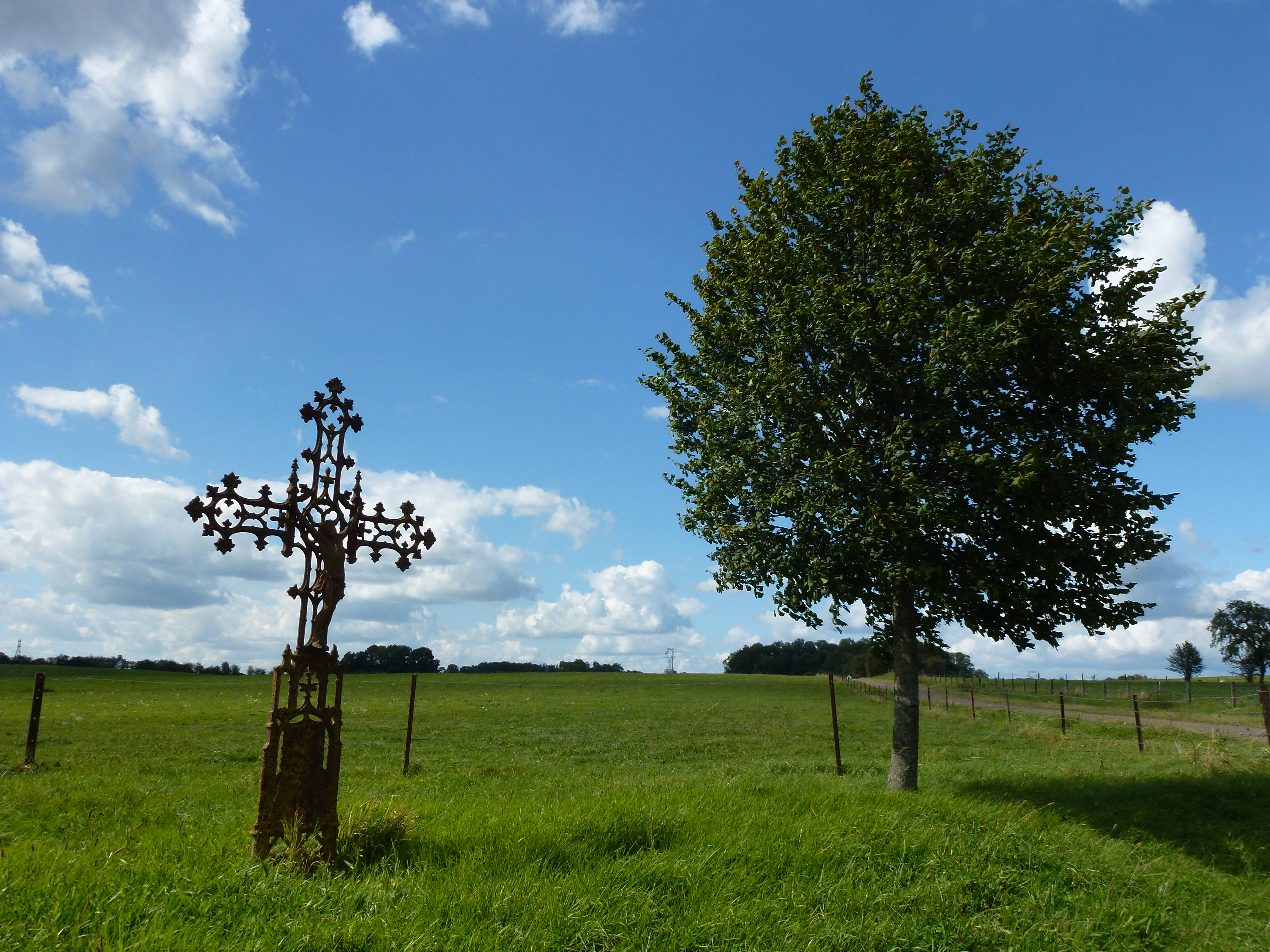
Придорожный крест
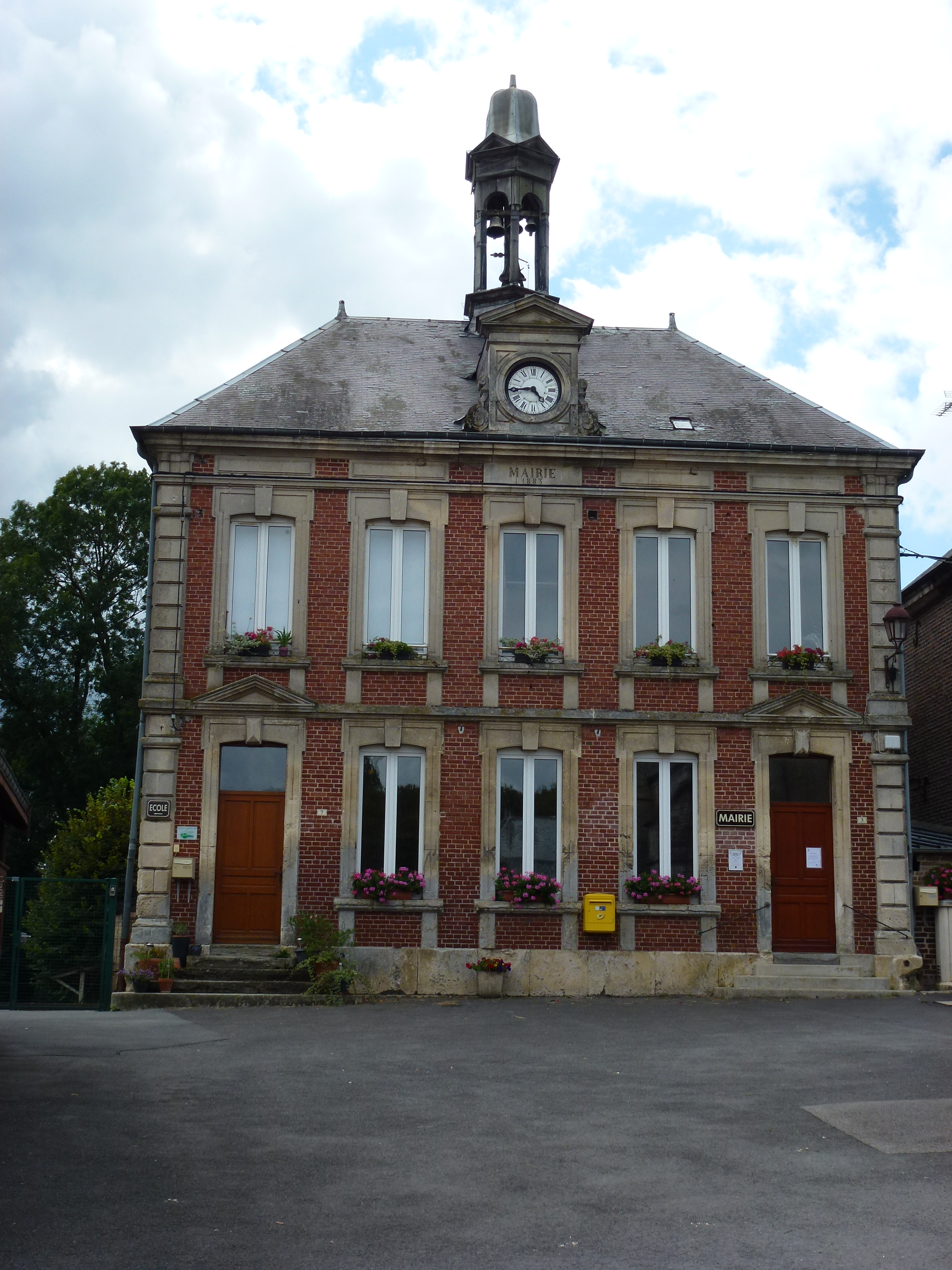
Мэрия